# День взяття Бастилії

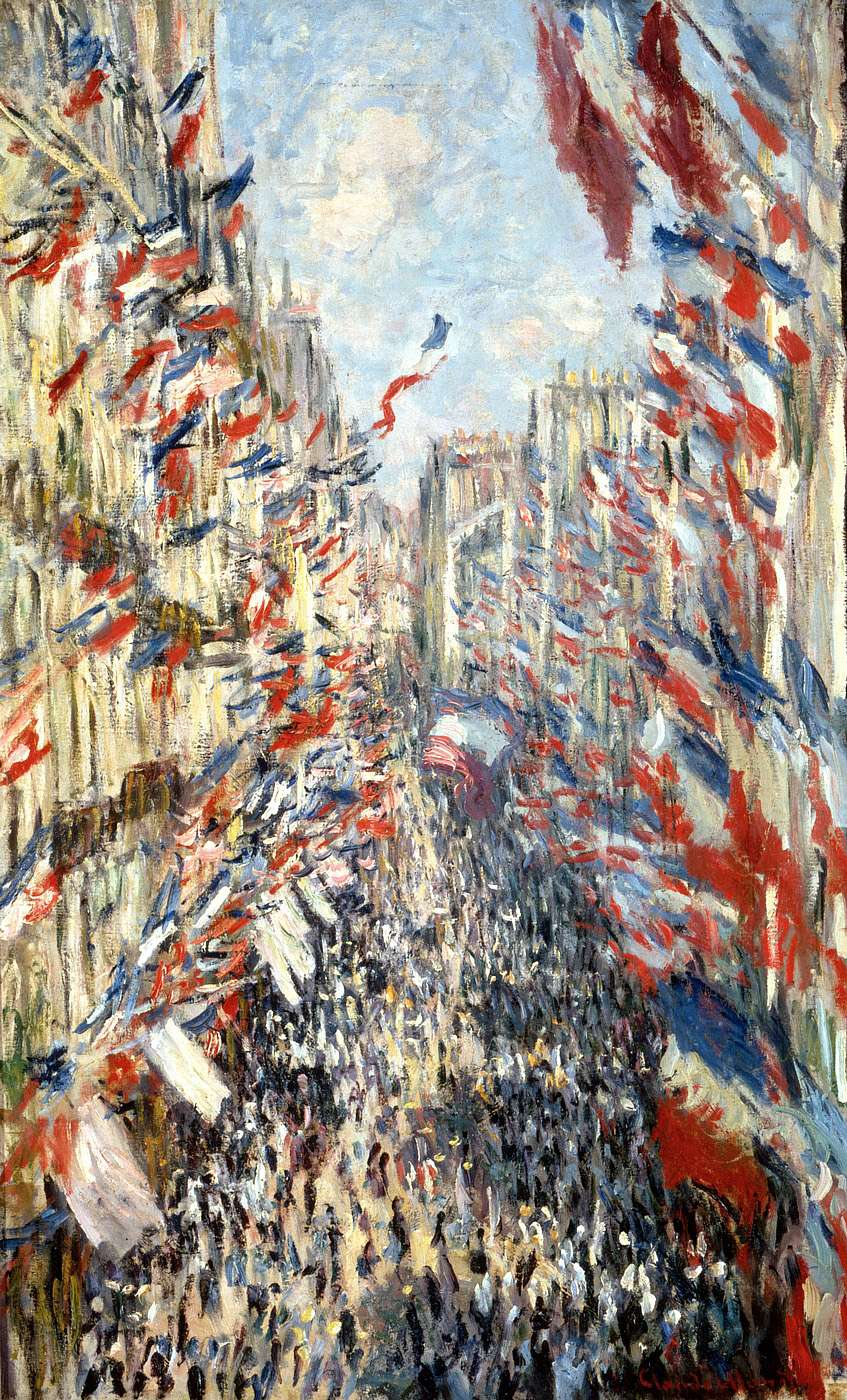
День взяття Бастилії, святкування 1878, Клод Моне

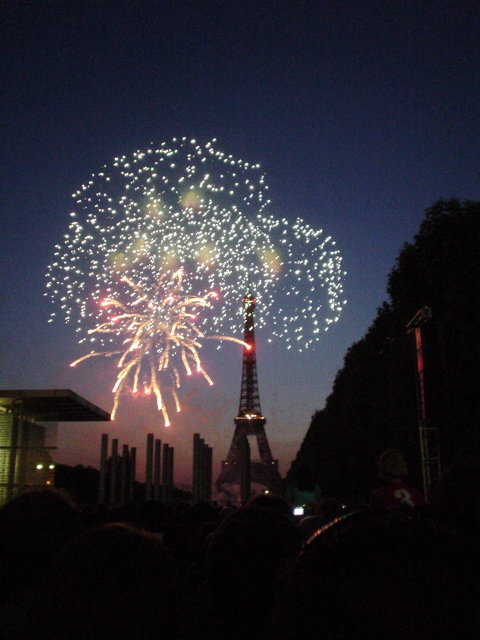
Свято Дня взяття Бастилії в Парижі, 2006 р.

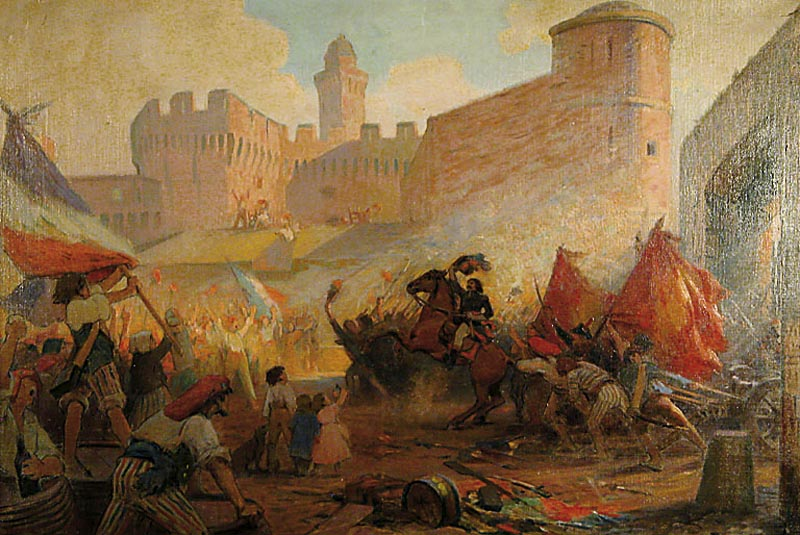
Штурм Бастилії

Взяття Бастилії

День взяття Бастилії — французьке національне свято, що відзначається щороку 14 липня. У Франції воно має назву La Fête Nationale (Національне Свято), а також le quatorze juillet (чотирнадцяте липня). Свято знаменує щорічні роковини з нагоди взяття Бастилії 14 липня 1789 року; роковини штурму фортеці-в'язниці Бастилії є символом єдності сьогоденної нації та примирення усіх французів всередині конституційної монархії, що передувала Першій республіці під час французької революції. Святкування та офіційні церемонії проводяться по всій території Франції. Найстаріший та найбільший парад Європи проводиться вранці 14 липня на Єлисейських Полях у Парижі у присутності Президента республіки, високопосадовців та зарубіжних гостей.

## Традиції святкування
Парад відкривають кадети (молодь), за ними крокують інші підрозділи піхоти та моторизовані одиниці у супроводі авіації. Останнім часом на парад традиційно запрошують підрозділи з країн-союзниць Франції. Раніше Президент традиційно давав інтерв'ю засобам масової інформації та обговорював ситуацію в країні, але Ніколя Саркозі, обраний у 2007 році, скасував цю традицію. У Єлисейському палаці Президентом проводиться прийом гостей. 17-та стаття Конституції Франції дає президенту право амністувати ув'язнених (переважно винуватців ДТП). У 2007 році президент Саркозі скасував цю традицію. Одним з найулюбленіших свят французів є 14 липня — День взяття Бастилії[джерело?]. Офіційні святкування в цей день можуть і не особливо вразити мандрівника, але от веселощі, з яким народ святкує цей день, залишає враження надовго — всюди відбуваються вечірки (часто навіть просто на вулицях), бали, наприклад, бал пожежників або Великий Бал, який влаштовують вже 13 липня в саду Тюїльрі. За Єлисейськими Полями проходить урочистий парад, який приймає президент Франції, а приблизно о 10:00 вечора над містами Франції переливаються салюти і феєрверки.

## Історія

### Штурм Бастилії
17 травня 1789 року Людовик XVI скликав майновласників для того, щоб вислухати їхні скарги. Депутати третьої верстви, що представляли простолюд (двома іншими станами були представники Католицької церкви та дворянства) вирішили відокремитися у Національну асамблею. 20 червня депутати третьої верстви захопили залу для гри в теніс та присяглися не відокремлюватись до ухвалення конституції. До них поступово приєднувалися депутати з інших верств; 27 червня Людовік XVI визнав їх легітимність. 9 липня асамблею було перейменовано на Народні Установчі збори, розпочинається їх законне функціонування та написання проєкту Конституції.
Одразу після звільнення Жека Некера, що відбулося 11 липня, населення Парижа, побоюючись, що вони та їх представники зазнають нападу королівських військ, розпочало штурм Бастилії (в'язниці-фортеці, де людей було ув'язнено переважно за політичними мотивами) аби захопити велику кількість зброї і набоїв та озброїти народні маси. Крім того, Бастилія символізувала абсолютизм королівської влади та репресії проти усіх незгодних з монаршою владою. Так сталося, що в день липневої облоги 1789 року у в'язниці перебувало лише 7 осіб, ув'язнених не за політичними мотивами.
Коли зрештою натовп, підкріплений бунтівниками з французької гвардії, продемонстрував захисникам фортеці усю серйозність своїх намірів, губернатор де Лоне, командуючий Бастилією, капітулював та відчинив ворота аби запобігти масовій різанині. Однак, ймовірно, через непорозуміння, бій поновився. У результаті бою загинуло 98 атакуючих та лише 1 захисник, але, крім того, було вбито де Лоне та сім інших захисників.
Взяття Бастилії було скоріше відправним пунктом та символічною перемогою повстання, аніж тактичним здобутком.
4 серпня, невдовзі після штурму Бастилії, феодалізм було скасовано, а 26 серпня було проголошено Декларацію Прав Людини та Громадянина.